# Vincenzo Mutolo
Vincenzo Mutolo (Palermo, 21 novembre 1920 – Palermo, 10 agosto 1991) è stato un medico, politico e ricercatore italiano.

## Biografia
Conseguita la laurea in medicina e chirurgia presso l'Università degli Studi di Palermo, divenne assistente del professor Maurizio Ascoli presso la cattedra di clinica medica, collaborando all'ideazione del metodo "pneumotorace ipotensivo" e di quello "bilaterale simultaneo". Condusse, inoltre, importanti studi sulla malaria, sperimentando l'effetto costrittore della milza (cd. splenocontrazione di Ascoli).
Successivamente ricoprì il ruolo di direttore del laboratorio di analisi dell'ospedale oncologico "Maurizio Ascoli" sino al 1956. Insegnò patologia generale ed anatomia umana presso la facoltà di medicina dell'Università di Palermo dal 1963 al 1975. Abbandonata la sua città per alcuni anni, si trasferì a Londra presso l'Università di Oxford, ove tenne l'insegnamento di citologia e instaurò una collaborazione scientifica con il professor Michael Abercrombie. Rientrato a Palermo, fu ordinario di citologia nell'Università degli Studi di Palermo dal 1978 sino alla morte. Direttore dell'Istituto di Anatomia Comparata fondato da Alberto Monroy, fu presidente del corso di laurea in Scienze Biologiche nel biennio 1981-1982.

## Attività di ricerca
Autore di circa 50 lavori a stampa, pubblicati su riviste internazionali, è stato soprattutto un ricercatore: il suo interesse scientifico spazia dagli studi intorno alle cause ed alla natura dei tumori, alla biologia molecolare e dello sviluppo.
Ha dato vita, assieme ad altri docenti, alla Fondazione Alberto Monroy, costituita nel 1987 presso il Dipartimento di Biologia Cellulare e dello Sviluppo dell'Università di Palermo.

## Impegno civile
Attivo anche il suo impegno politico, in qualità di indipendente, nelle file del Partito Comunista Italiano, e nella lotta alla mafia, portata avanti dalla società civile palermitana negli anni successivi all'assassinio del segretario regionale del PCI Pio La Torre. Rivestì l'incarico di presidente del Comitato antimafia per la tutela delle parti civili, vedendosi riconosciuto il suo impegno civile a livello nazionale. Curò, inoltre, il volume Dimenticati a Palermo, vincitore del Premio Cestelli, preziosa testimonianza del rinnovamento culturale che animò la coscienza civile palermitana negli anni '80. Nonostante i duri colpi inferti alla società civile dalle stragi mafiose, mantenne il suo ruolo. Il cancro lo stroncò nel 1991, pochi mesi dopo che il Comitato antimafia ottenne l'intitolazione al generale Carlo Alberto dalla Chiesa di un'importante via della città di Palermo.

## Pubblicazioni
- Vincenzo Mutolo, Diagnosi citologica dei tumori: Presentazione di Giovanni Federico De Gaetani, Palermo, D.E.L.F., 1955.
- Vincenzo Mutolo, Giovanni Giudice, Metodi di analisi degli acidi nucleici, Padova, Piccin, 1977.
- Vincenzo Mutolo, Maurizio Ascoli, Sulla sierologia del cancro: Un trentennio di ricerche, Firenze, L Salpietra, 1945.